# Xuân Đài, Xuân Trường
Xuân Đài là một xã thuần nông cũ của huyện Xuân Trường, tỉnh Nam Định, Việt Nam.
Xuân Đài được tách ra từ đơn vị hành chính Phú-Đài theo quyết định của Tỉnh Nam Hà cũ.
Vị trí địa lý:
Xuân Đài phía Bắc giáp Xuân Thành, phía Tây giáp Xuân Phong, phía Đông giáp Xuân Tân, phía nam giáp Xuân Phú.
Quy mô hành chính:
Xã gồm 9 xóm, với 19 đội hành chính(*). 
Diện tích tự nhiên: ~4 km2. 
Dân số: 1.700 người. (Theo số liệu thống kê năm 2008)
Xuân Đài có vị trí đắc địa nằm giữa khu vực trung tâm của cả huyện Xuân Trường, có thể nói Xuân Đài bao có đầy đủ các yếu tố chính để phát triển thành 1 khu vực vệ tinh của Xuân Trường. Với khu trung tâm văn hóa chính trị chính là Chợ Láng Xuân Đài, bao gồm khu liên hợp Bến Xe Xuân Đài, Chợ Láng, cây cầu Tân-Đài giúp nối liền khu vực xuân đài đang phát triển Xuân Đài với Xuân Tân. Điều này có ý nghĩa to lớn với các khu vực xung quanh trong vị trí phát triển giao thông và kinh tế.
Xuân Đài cũng là nơi tụ hội của nhiều đơn vị hành chính cấp huyện như Trường *THPT Xuân Trường C Lưu trữ ngày 15 tháng 11 năm 2018 tại Wayback Machine (Trường có số lượng học sinh đông nhất nhì trong huyện), Trung tâm bưu chính viễn thông chi nhánh Xuân Đài, Ngân hàng NN&PTNT Xuân Đài...
Ngành nghề chủ yếu của Xuân Đài là nông nghiệp thuần nông. Xuân đài nổi tiếng cả nước với đặc sản gạo tám Xuân Đài.(*)
Giáo dục:
- Xuân Đài là mảnh đất có truyền thống cách mạng và hiếu học từ ngàn đời xưa, Hiện nay tỉ lệ học sinh đến trường là 100%. Xuân Đài tự hào có trường Tiểu học Cơ Sở Xuân Đài là trường đạt chuẩn quốc gia sớm nhất trong toàn huyện. Phong trào khuyến học khuyến tài phát triển rộng khắp trong các dòng họ, tiêu biểu như dòng họ Nguyễn Viết (Xóm 5).
- Hàng năm tỉ lệ học sinh của Xuân Đài đỗ vào các trường CĐ ĐH luôn ở mức cao trong toàn huyện.
Xuân Đài đang trên đà thay da đổi thịt. Trụ sở ủy ban nhân dân xã, Trường Trung học cơ sở,tiểu học, mấu giáo, Trạm y tế xã đều là nhà cao tầng cả. Đường giao thông liên xóm đều đổ bê tông rộng 2,5m. Các dòng họ đều có hội khuyến tài khuyến học.
Văn hóa:
Xuân Đài có khu di tích lịch sử chùa KIM SA TỰ tại xóm 5 đã được nhà nước cấp bằng di tích lịch sử.(*)

## Một số người con ưu tú của quê hương
PGS.TS Nguyễn Viết Thông - Tổng thư ký hội đồng lý luận TW(*)
Chuẩn Đô đốc, Tiến sĩ Nguyễn Viết Nhiên - Đại biểu Quốc hội khóa XIII, Phó Tư lệnh Hải quân Nhân dân Việt Nam(*)
Trung tướng Lê Hùng Mạnh - Chính ủy Bộ Tư lệnh Quân khu Thủ Đô - HN.
Nguyễn Xuân Ký - Bí thư tỉnh ủy Quảng Ninh (2019 - nay)

## Gạo tám thơm Xuân Đài
Nếp cái Quần Liêu, tám xoan Xuân Đài
Miền núi thì có nếp nương, vùng đồng bằng thì có nhiều loại: nếp thầu dầu, nếp bắc... và dẻo ngon hơn cả là nếp cái hoa vàng thường gieo cấy của vụ mùa. Vùng Nghĩa Sơn (Nghĩa Hưng) lại có một thứ nếp mang tên nếp Quần Liêu. Ở vùng chợ Cát, chợ Láng, xã Xuân Đài (Xuân Trường) có một thứ gạo tẻ đã được dùng "tiến vua" đó là tám ấp bẹ Xuân Đài.
Trong tâm thức của mỗi người con đất Việt, ai cũng rất tự hào và nhớ một truyền thuyết từ thời Hùng Vương. Đó là câu chuyện về Lang Liêu, một trong 18 người con của Vua Hùng, nhân ngày xuân Lang Liêu đã lấy sản phẩm của ruộng đồng làm nên hình tượng của Đất Trời đem dâng Vua cha. Truyền thuyết bánh chưng, bánh giầy có từ dạo đó và lưu truyền đến ngày nay. Bánh chưng, bánh giầy đều làm bằng gạo nếp. Miền núi thì có nếp nương, vùng đồng bằng thì có nhiều loại: nếp thầu dầu, nếp bắc... và dẻo ngon hơn cả là nếp cái hoa vàng thường gieo cấy của vụ mùa. Vùng Nghĩa Sơn (Nghĩa Hưng) lại có một thứ nếp mang tên nếp Quần Liêu. Quần Liêu là một thôn của xã Nghĩa Sơn. Kênh Quần Liêu nối sông Đào và sông Đáy. Tuy hai con sông này đều chở nặng phù sa từ sông Hồng, từ thượng nguồn, nhưng có lẽ kênh Quần Liêu nhận nước từ 2 ngả vào đồng ruộng nên lúa nếp Quấn Liêu có 2 hương vị riêng? Hạt gạo nếp Quần Liêu trăm hạt như nhau, cái dẻo mềm sau khi nấu chín thì không có nếp nào so sánh được. Các bà, các chị ở đây cứ nhìn hạt gạo là biết ngay nếp Quần Liêu hay nếp ở các vùng khác đưa đến. Bánh chưng gói bằng nếp Quần Liêu rất "rền". Cái "rền" này chỉ người dân Quần Liêu mới cảm nhận được. Bà con nơi đây tự hoà về một loại gạo đặc sản của quê mình. Vụ mùa, hầu như gia đình nào ở đây cũng cấy lúa nếp Quần Liêu. Nếp Quần Liêu nấu rượu cũng rất "được" nước nên ngày tết nhà nào cũng có sản phẩm từ ruộng vườn nhà mình.
Ở vùng chợ Cát, chợ Láng, xã Xuân Đài (Xuân Trường) có một thứ gạo tẻ đã được dùng "tiến vua" đó là tám ấp bẹ Xuân Đài. Giống lúa tám này có râu ở cuối hạt, khi chín giấu một phần bông trong bẹ lúa. Gạo tám Xuân Đài đã được gửi về phục vụ Đại hội Đảng toàn quốc lần thứ VI- Đại hội sau khi nước nhà thống nhất. Được đêm thứ gạo đặc sản quê hương đi phục vụ các đại biểu từ khắp mọi miền đất nước về thủ đô Hà Nội, bà con nông dân Xuân Đài tự hào lắm! Gạo tám Xuân Đài chỉ trồng được ở đất Xuân Đài mới giữ được hương vị riêng, nếu đem trồng được ở đất Xuân Đài mới giữ được hương vị riêng, nếu đem trồng trên đất Xuân tân dù chỉ cách con sông Láng mà đã không còn hương vị riêng của nó. Cái thơm ngon của gạo tám Xuân Đài chỉ trồng trên đồng đất Xuân Đài mới giữ được. Thiên nhiên và sinh thái thật kỳ lạ. Có vậy mới tạo nên cái phong phú đa dạng và đặc sản cho từng vùng đất.
Tám Xuân Đài gieo cấy trước nhưng lại trỗ sai các loại lúa khác. Thời gian sinh trưởng 180- 190 ngày, mạ được gieo từ tháng 5 dương lịch, các giống lúa mùa khác trỗ xong thì tám ấp bẹ Xuân Đài mới trỗ. Chọn hạt giống cho vụ sau lấy những hạt thóc ở 2/3 bông lúa, tuốt bằng đôi đũa tre phơi khô, để giống trong ró rơm, độ 3 bơ/ sào (loại bơ 0.8 kg). Gạo tám Xuân Đài đắt vì quý hiếm. Quý hiếm vì kén đất trồng và năng suất thấp, chăm bón lại cầu kỳ, cẩn thận. Trước đây, điều kiện kinh tế còn khó khăn, nông dân Xuân Đài trồng các giống lúa cho năng suất cao để giải quyết vấn đề lương thực, lúa tám xoan gần như bị lãng quên. Giờ đây, lúa tám xoan Xuân Đài đã đi thực đến nhiều nơi trong tỉnh. Cả một vùng 6 xã Hải An, Hải Toàn, Hải Phong, Hải Ninh, Hải Giang, Hải Đường (Hải Hậu); Nghĩa Lạc, Nghĩa Hoà, Nghĩa Phú... (Nghĩa Hưng) bà con nông dân đều bảo nhau trồng lúa tám.
Hạt gạo quê ta bây giờ có nhiều loại đặc sản. Gạo tẻ có gạo dự, gạo tám; gạo nếp có nếp bắc, nếp cái hoa vàng. Diện tích gieo cấy mỗi năm từ 14-15 nghìn ha ở các huyện Hải Hậu, Nghĩa Hưng, Xuân Trường, Giao Thủy- " Thương hiệu" gạo nổi tiếng mạng địa danh quê hương Nam Định đang lên ngôi trong thị trường các loại gạo đặc sản của nhiều vùng quê trong cả nước.